# 鶴町 (大阪市)
鶴町（つるまち）は、大阪府大阪市大正区にある町名。現行行政地名は鶴町一丁目から鶴町五丁目。

## 地理
大正区の西部に位置し、町内全体の周囲が湾や運河に囲まれている。

## 歴史
- 1927年（昭和2年）3月7日 - 北丹後地震の揺れにより海水（出典ママ）が吹き出す液状化現象が発生。水道管の破裂も生じて二丁目、三丁目、四丁目は膝あたりの深さとなった[5]。

## 世帯数と人口
2019年（平成31年）3月31日現在の世帯数と人口は以下の通りである。
| 丁目               | 世帯数    | 人口    |
| ------------------ | --------- | ------- |
| 鶴町一丁目         | 891世帯   | 1,761人 |
| 鶴町二丁目         | 890世帯   | 1,694人 |
| 鶴町三丁目         | 1,092世帯 | 2,236人 |
| 鶴町四丁目・五丁目 | 912世帯   | 1,511人 |
| 計                 | 3,785世帯 | 7,202人 |

### 人口の変遷
国勢調査による人口の推移。
| 1995年（平成7年）  | 10,604人 | [ 6 ]  |  |
| 2000年（平成12年） | 9,749人  | [ 7 ]  |  |
| 2005年（平成17年） | 9,101人  | [ 8 ]  |  |
| 2010年（平成22年） | 8,490人  | [ 9 ]  |  |
| 2015年（平成27年） | 7,798人  | [ 10 ] |  |

### 世帯数の変遷
国勢調査による世帯数の推移。
| 1995年（平成7年）  | 4,055世帯 | [ 6 ]  |  |
| 2000年（平成12年） | 4,015世帯 | [ 7 ]  |  |
| 2005年（平成17年） | 3,874世帯 | [ 8 ]  |  |
| 2010年（平成22年） | 3,706世帯 | [ 9 ]  |  |
| 2015年（平成27年） | 3,478世帯 | [ 10 ] |  |

## 学区
市立小・中学校に通う場合、学区は以下の通りとなる。なお、小学校・中学校入学時に学校選択制度を導入しており、通学区域以外に大正区の小学校・中学校から選択することも可能。
| 丁目       | 番   | 小学校             | 中学校               |
| ---------- | ---- | ------------------ | -------------------- |
| 鶴町一丁目 | 全域 | 大阪市立鶴町小学校 | 大阪市立大正西中学校 |
| 鶴町二丁目 | 全域 | 大阪市立鶴町小学校 | 大阪市立大正西中学校 |
| 鶴町三丁目 | 全域 | 大阪市立鶴町小学校 | 大阪市立大正西中学校 |
| 鶴町四丁目 | 全域 | 大阪市立鶴町小学校 | 大阪市立大正西中学校 |
| 鶴町五丁目 | 全域 | 大阪市立鶴町小学校 | 大阪市立大正西中学校 |

## 事業所
2016年（平成28年）現在の経済センサス調査による事業所数と従業員数は以下の通りである。
| 丁目       | 事業所数  | 従業員数 |
| ---------- | --------- | -------- |
| 鶴町一丁目 | 63事業所  | 660人    |
| 鶴町二丁目 | 61事業所  | 997人    |
| 鶴町三丁目 | 58事業所  | 381人    |
| 鶴町四丁目 | 32事業所  | 427人    |
| 鶴町五丁目 | 24事業所  | 469人    |
| 計         | 238事業所 | 2,934人  |

## 交通
- 大阪府道5号大阪港八尾線
- 大正通

## 施設
- 大阪市立鶴町小学校
- IKEA鶴浜
- コスモ石油ルブリカンツ 大阪工場
- 大阪シティバス鶴町営業所

1941年（昭和16年）まで、日本ゼネラル・モータースが町内に組立工場を設置し、シボレーやビュイックなどの生産を行っていた。

## その他

### 日本郵便
- 〒551-0023[3]（集配局：大正郵便局[14]）